# Apocopis breviglumis
Apocopis breviglumis är en gräsart som beskrevs av Yi Li Keng och Shou Liang Chen. Apocopis breviglumis ingår i släktet Apocopis och familjen gräs. Inga underarter finns listade i Catalogue of Life.